# Carlo Chatrian
Carlo Chatrian (pron. fr. AFI: [ʃatʁijɑ̃]) (Torino, 9 dicembre 1971) è un giornalista e scrittore italiano, direttore del Museo Nazionale del Cinema.

## Biografia
Figlio di genitori originari di Torgnon (AO), si laurea in Lettere e Filosofia presso l'Università di Torino nel 1994, diventando poi caporedattore della rivista Panoramiques e collabora come critico alle riviste Duellanti, Filmcritica e Cineforum. Collabora con festival e istituti come programmatore: Museo nazionale del Cinema, Torino (1994); Filmmaker Doc, Milano (1995-2005); Alba International Film Festival (vicedirettore 2001-2007); Courmayeur Noir in festival (curatore sezione Doc Noir 2002-2010); Festival del film Locarno (membro del comitato di selezione 2006-2009, curatore retrospettiva dal 2008); Festival dei popoli, Firenze (membro del comitato di selezione dal 2008, responsabile della selezione dal 2011); Cinéma du réel, Parigi (2010); Cineteca svizzera, Losanna (consulente dal 2010); Visions du Réel, Nyon (programmatore dal 2011); Fondazione Film Commission Vallée d'Aoste (direttore dal 2011).
Il 4 settembre 2012 è diventato direttore artistico del Locarno Festival. Dal 1º dicembre 2018 gli è succeduta nell'incarico Lili Hinstin, in quanto lo stesso anno è stato nominato direttore artistico del Festival internazionale del cinema di Berlino, carica ricoperta a partire dall'edizione del 2020. Come scrittore ha curato, in collaborazione con altri autori, monografie su diversi registi quali Wong Kar-wai, Johan van der Keuken, Frederick Wiseman, Errol Morris, Maurizio Nichetti e Nanni Moretti.